# Hoi An
Hoi An (på vietnamesiska Hội An) är en stad, belägen 30 km söder om Da Nang i provinsen Quang Nam i mellersta Vietnam, mot Sydkinesiska havet. Folkmängden uppgick till 89 716 invånare vid folkräkningen 2009, varav 69 222 invånare bodde i själva centralorten. År 1999 sattes Hoi An upp på Unescos Världsarvslista, då den gamla stadskärnan är ett ovanligt välbevarat exempel på en sydasiatisk handelshamn från perioden mellan 1400-talet och 1700-talet. För att bevara staden är flera gator i centrala staden avstängda för motortrafik och restriktioner finns för hur höga husen får vara.
Hoi An är en av Vietnams äldsta städer. Från andra århundradet fram till 1000-talet var staden en av de viktigaste i Champariket och hamnen var under en period den största i Sydostasien och tjänande stora pengar på kryddhandeln. Människor från Kina, Japan, Nederländerna och Indien kom att slå sig ner i staden i olika enklaver. Den japanska bron har fått sitt namn av att för att komma till den del där japanerna bodde fick man gå över just den bron. Den utmärker sig eftersom den är täckt och det finns en pagod på ena sidan. I Frankrike och Spanien är staden känd som Faifo och i Portugal och Nederländerna används liknande namn. Varifrån detta namn kommer är okänt.

## Historia
Utgrävningar har visat att det levde människor för 2 200 år sedan i området. Hoi Ans historia är nära sammankopplad med Champa. Grundarna av Champa kom antagligen från Java omkring 200 f.Kr. och 200 e.Kr. och skapade Champariket. My Son kom att vara den andliga huvudstaden, Tra Kieu den politiska och Hoi An den kommersiella huvudstaden för Champariket. Persiska och arabiska dokument nämner Hoi An som ett provianteringsstopp för handelsskepp. Många handelsmän stannade några månader i Hoi An i väntan på de rätta vindarna, och köpte hus för boende och lager. Nguyenfamiljen etablerade Hoi An som en handelshamn omkring år 1595. Nguyenfamiljen kom, till skillnad från Trinhfamiljen i norr, att satsa på handeln vilket innebar ett stort uppsving för Hoi An som blev en av de mest betydelsefulla hamnstäderna vid Sydkinesiska havet. På grund av Tay Son-upproret i slutet av 1700-talet föll Nguyenfamiljen, vilket även innebar en tillbakagång för Hoi An eftersom de nya härskarna motsatte sig handel med utlandet. När Gia Long kom till makten med fransk hjälp belönades fransmännen med handelsprivilegier i närliggande Da Nang som därefter kom att bli den viktigaste handelsstaden. Hoi An kom att hamna i skuggan vilket inte förändrades nämnvärt fram till modern tid.

## Turism
Trots att staden är liten lockar den till sig många turister. Den idylliska staden, låga kostnader för att sy upp kläder och en lämplig utgångspunkt för turer till Son My och Chamöarna har lockat till sig många lågbudgetresenärer. Internetcaféer, barer, butiker och lågbudgethotell har följt i turisternas fotspår. Stranden Cua Dai var tidigare stadens stolthet men har nu svepts bort av havets vågor till följd av erodering. Nu är istället An Bang Beach den mest populära, även om den ligger en bit utanför staden. Hoi An var platsen för de första kineserna i Vietnam och än i dag lever många kineser här, och för kineser i Vietnam har Hoi An en särskild betydelse.